# Bab Berred
Bab Berred  (in arabo باب برد‎?) è un centro abitato e comune rurale del Marocco situato nella provincia di Chefchaouen, regione di Tangeri-Tetouan-Al Hoceima. Conta una popolazione di 25 872 abitanti (censimento 2014).